# Scott Tanner
Scott Tanner (21 gennaio 1979) è un attore pornografico statunitense.

## Biografia
Originario del nord-est degli Stati Uniti, è cresciuto in una fattoria in Pennsylvania. Già durante gli studi posava come modello per i corsi d'arte, fu proprio in quel periodo che ha avuto la prima esperienza nel mondo della pornografia, viene contattato da un amico fotografo che gli propone di partecipare ad un film per la Catalina. Dopo questa esperienza termina gli studi e si dedica ad altri lavori, per diversi anni lavora nel settore dell'industria farmaceutica.
Negli anni seguenti decide di intraprendere a pieno la carriera di porno attore, lavora per diversi studios, tra cui Titan Media, Lucas Entertainment, Falcon Studios. Dal 2007 è uno dei modelli di punta dei Raging Stallion Studios, per il quale ha preso parte al pluripremiato film To the Last Man, che gli ha fatto vincere due GayVN Awards e due Grabby Awards, come miglior attore non protagonista e per miglior scena a tre con Logan McCree e Ricky Sinz.

## Filmografia
- Jacked Up, 2002 - Catalina
- Palm Springs Escort Service, 2002 - Catalina
- Sticky Situation, 2002 - Catalina
- Afterhours, 2007 - Mustang
- Link 5 - The Evolution, 2007 - All Wolrds
- Barnstorm, 2007 - Titan Media
- Obsession of D.O., 2007 - Black Scorpion Video
- Gunnery Sgt. McCool, 2007 - Titan Media
- Gigolo, 2008 - Lucas Entertainment
- Jock Itch, 2008 - Raging Stallion Studios
- The 4th Floor, 2008 - Raging Stallion Studios
- Home Bodies, 2008 - Raging Stallion Studios
- Cuma Sutra, 2008 - Black Scorpion Video
- Hotter Than Hell: Part 1, 2008 - Raging Stallion Studios
- King Size, 2008 - Hot House Entertainment
- BarBack, 2008 - Raging Stallion Studios
- The Drifter, 2008 - Raging Stallion Studios
- The 5th Floor, 2008 - Raging Stallion Studios
- To The Last Man - Part 1 The Gathering Storm, 2008 - Raging Stallion Studios
- To The Last Man - Part 2 Guns Blazing, 2008 - Raging Stallion Studios
- Home Invasion, 2009 - Titan Media
- Piss Off: Hardcore Fetish Series:PISSING #1, 2009 - FetishForce.com, Raging Stallion Studios
- Fisting All-Stars, 2009 - Hot House Entertainment
- Dirty!, 2009 - Falcon Studios, Mustang
- Muscle & Ink, 2010 - Raging Stallion Studios

## Premi
- GayVN Award 2009 - Miglior attore non protagonista
- GayVN Award 2009 - Miglior scena a tre (con Ricky Sinz e Logan McCree)
- Grabby Award 2009 - Miglior attore non protagonista
- Grabby Award 2009 - Miglior scena a tre (con Ricky Sinz e Logan McCree)[1]